# Niambia squamata
Niambia squamata är en kräftdjursart som först beskrevs av Gustav Budde-Lund 1885.  Niambia squamata ingår i släktet Niambia och familjen myrbogråsuggor. Inga underarter finns listade i Catalogue of Life.